# 1.Fußball-Club Schweinfurt 05 2022-2023
Questa voce raccoglie le informazioni riguardanti il 1.Fußball-Club Schweinfurt 05 nelle competizioni ufficiali della stagione 2022-2023.

## Stagione
Nella stagione 2022-2023 il Schweinfurt, allenato da Christian Gmünder e Marc Reitmaier, concluse il campionato di Regionalliga al 6º posto. In Coppa Baviera il Schweinfurt fu eliminato ai quarti dall'Erlangen.

## Rosa
| N. |                                 | Ruolo | Calciatore              |
| -- | ------------------------------- | ----- | ----------------------- |
| 1  | Germania (bandiera)             | P     | Bennet Schmidt          |
| 2  | Germania (bandiera)             | D     | Jannis Rabold           |
| 3  | Germania (bandiera)             | D     | Jacob Engel             |
| 4  | Germania (bandiera)             | C     | Georgios Spanoudakis    |
| 5  | Germania (bandiera)             | D     | Dominic Schmidt         |
| 6  | Germania (bandiera)             | D     | Lukas Aigner            |
| 7  | Germania (bandiera)             | C     | Severo Sturm            |
| 8  | Stati Uniti (bandiera)          | A     | Malik McLemore          |
| 9  | Germania (bandiera)             | A     | Pascal Moll             |
| 10 | Bosnia ed Erzegovina (bandiera) | A     | Benjamin Hadžić         |
| 13 | Germania (bandiera)             | C     | Kristian Böhnlein       |
| 15 | Germania (bandiera)             | C     | Kevin Fery              |
| 16 | Germania (bandiera)             | C     | Marco Zietsch           |
| 17 | Germania (bandiera)             | A     | Alexander Bazdrigiannis |
| 18 | Germania (bandiera)             | C     | Felix Schwarzholz       |
| 19 | Germania (bandiera)             | D     | Nicolas Pfarr           |
| 20 | Germania (bandiera)             | D     | Fabian Cavadias         |

| N. |                     | Ruolo | Calciatore          |
| -- | ------------------- | ----- | ------------------- |
| 21 | Croazia (bandiera)  | D     | Ivan Mihaljević     |
| 23 | Germania (bandiera) | D     | Vitus Scheithauer   |
| 24 | Germania (bandiera) | P     | Nico Stephan        |
| 27 | Germania (bandiera) | A     | Adam Jabiri         |
| 31 | Germania (bandiera) | C     | Tim Kraus           |
| 32 | Germania (bandiera) | D     | Lukas Billick       |
| 33 | Ucraina (bandiera)  | P     | Dmytro Chernyavskyi |
| 33 | Germania (bandiera) | D     | Lucas Zeller        |
| 35 | Germania (bandiera) | A     | Julius Landeck      |
| 36 | Germania (bandiera) | D     | Julian Brückner     |
| 36 | Germania (bandiera) | A     | Maurice Volz        |
| 37 | Germania (bandiera) | A     | Yannik Amthor       |
| 37 | Germania (bandiera) | A     | Lennart Wöhner      |
| 39 | Germania (bandiera) | A     | Lorenz Bäuerlein    |
| 66 | Germania (bandiera) | P     | Noah Mack           |
|    | Germania (bandiera) | C     | Markus Einsiedler   |

## Organigramma societario
Area tecnica
- Allenatore: Marc Reitmaier
- Allenatore in seconda: Adam Jabiri
- Preparatore dei portieri: Norbert Kleider
- Preparatori atletici:
- Analisi video:

## Calciomercato

### Sessione estiva
| Acquisti | Acquisti                | Acquisti           | Acquisti |
| R.       | Nome                    | da                 | Modalità |
| -------- | ----------------------- | ------------------ | -------- |
| D        | Ivan Mihaljević         | Steinbach          |          |
| D        | Jannis Rabold           | Karlsruhe          |          |
| P        | Dmytro Chernyavskyi     | Kryvbas Kryvyj Rih |          |
| D        | Lukas Aigner            | Chemnitz           |          |
| A        | Alexander Bazdrigiannis | Friburgo II        |          |
| D        | Fabian Cavadias         | Ingolstadt 04      |          |
| C        | Markus Einsiedler       | Etzella Ettelbruck |          |
| D        | Jacob Engel             | Friburgo II        |          |
| A        | Julius Landeck          | TSV Großbardorf    |          |
| A        | Pascal Moll             | Norimberga II      |          |
| D        | Dominic Schmidt         | Augusta            |          |
| C        | Felix Schwarzholz       | Augusta II         |          |
| C        | Georgios Spanoudakis    | Wacker Burghausen  |          |
| C        | Severo Sturm            | TSV Abtswind       |          |
| D        | Lucas Zeller            | Hoffenheim II      |          |

| Cessioni | Cessioni          | Cessioni            | Cessioni |
| R.       | Nome              | a                   | Modalità |
| -------- | ----------------- | ------------------- | -------- |
| A        | Amar Suljić       | BFC Dynamo          |          |
| A        | Edin Huseini      | Wacker Burghausen   |          |
| C        | Amar Cekic        | Freiberg            |          |
| D        | David Grözinger   | Ulma                |          |
| D        | Thomas Haas       | Kickers Würzburg    |          |
| A        | Florian Pieper    | Vikt. Aschaffenburg |          |
| A        | Elias Reiher      | TSV Großbardorf     |          |
| C        | Nico Rinderknecht | Donaustauf          |          |
| C        | Jannik Schuster   | Rain 1896           |          |
| A        | Meris Skenderović | Monaco 1860         |          |
| C        | Martin Thomann    | Bayreuth            |          |
| C        | Robin Zeitler     | TSV Großbardorf     |          |
| P        | Luis Zwick        | Berliner AK 07      |          |

## Risultati

### Regionalliga

#### Girone di andata
| Arbitro: | Dinger |

|  |           |                                  |
|  | Marcatori | 36’ Böhnlein 42’ Moll 58’ Jabiri |

| Arbitro: | Pflaum |

|            |           |           |
| Zeller 90’ | Marcatori | 13’ Bahar |

| Arbitro: | Schultes |

|                                           |           |                          |
| Glessing 32’, 79’ Fundel 70’ Teranuma 75’ | Marcatori | 21’, 24’ Moll 64’ Jabiri |

| Arbitro: | Söder |

|                 |           |  |
| Jabiri 27’, 58’ | Marcatori |  |

| Arbitro: | Hummel |

|                                           |           |                 |
| Vrenezi 15’ Tunc 68’ Riglewski 78’ (rig.) | Marcatori | 74’, 85’ Jabiri |

| Arbitro: | Knauer |

|          |           |         |
| Kraus 3’ | Marcatori | 17’ Ade |

| Arbitro: | Wittmann |

|                          |           |  |
| Schwarzholz 2’ Kraus 22’ | Marcatori |  |

| Arbitro: | Badstübner |

|          |           |  |
| Moll 44’ | Marcatori |  |

| Arbitro: | Hamper |

|            |           |  |
| Endres 20’ | Marcatori |  |

| Arbitro: | Hanslbauer |

|                       |           |                                          |
| Jabiri 54’ Zeller 90’ | Marcatori | 28’, 75’, 90’ Sané 35’ Meisel 90’ Zaiser |

| Arbitro: | Huber |

|                                    |           |                                  |
| Wagner 52’ Richter 59’ Dobruna 90’ | Marcatori | 13’ Landeck 50’ Jabiri 79’ Pfarr |

| Arbitro: | Dietz |

|            |           |                         |
| Hadžić 72’ | Marcatori | 16’, 90’ Vonić 50’ Hong |

| Arbitro: | Ehrnsperger |

|  |           |                 |
|  | Marcatori | 46’, 77’ Jabiri |

| Arbitro: | Dinger |

|                             |           |  |
| Kraus 10’ Jabiri 20’ (rig.) | Marcatori |  |

| Arbitro: | Riedel |

|                  |           |                      |
| Herzner 20’, 74’ | Marcatori | 55’ Hadžić 57’ Kraus |

| Arbitro: | Treiber |

|  |           |              |
|  | Marcatori | 47’ Woudstra |

| Arbitro: | Knauer |

|             |           |                        |
| Kordick 16’ | Marcatori | 28’ (rig.), 33’ Jabiri |

| Arbitro: | Tiedeken |

|            |           |             |
| Jabiri 50’ | Marcatori | 44’ Laverty |

| Arbitro: | Hummel |

|                                                   |           |                                  |
| Hobsch 6’ Pisot 12’ Anspach 31’ Krattenmacher 81’ | Marcatori | 2’ McLemore 39’ Aigner 47’ Kraus |

#### Girone di ritorno
| Arbitro: | Abieba |

|           |           |                                      |
| Kraus 23’ | Marcatori | 25’ Kurtishaj 40’ Ekin 85’ Greppmeir |

| Arbitro: | Dinger |

|                            |           |                           |
| Ziegler 79’ Winterling 85’ | Marcatori | 8’ Moll 54’ (rig.) Jabiri |

| Arbitro: | Grund |

|              |           |                         |
| Böhnlein 20’ | Marcatori | 36’ Kılıç 59’ Frisorger |

| Arbitro: | Ehrnsperger |

|                                            |           |                     |
| Wegmann 18’, 54’ Hofgärtner 46’ Wessig 81’ | Marcatori | 22’ Jabiri 74’ Moll |

| Arbitro: | Schreiner |

|                      |           |  |
| Jabiri 47’ Kraus 58’ | Marcatori |  |

| Arbitro: | Denzlein |

|                           |           |  |
| Läubli 19’, 44’ Djayo 36’ | Marcatori |  |

| Arbitro: | Tiedeken |

|                                                 |           |               |
| Kern 29’ (rig.) Azankpo 47’ (rig.) Kabadayı 90’ | Marcatori | 64’, 83’ Moll |

| Arbitro: | Stein |

|                                |           |                       |
| Grimbs 39’ Raebiger 62’ (rig.) | Marcatori | 69’ Aigner 81’ Hadžić |

| Arbitro: | Nouhoum |

|                              |           |            |
| Müller 64’ (aut.) Hadžić 90’ | Marcatori | 22’ Harlaß |

| Arbitro: | Hanslbauer |

|                                       |           |            |
| Karimani 19’ Junge-Abiol 57’ Sané 90’ | Marcatori | 43’ Zeller |

| Arbitro: | Schreiner |

|                                                  |           |                        |
| Jabiri 17’ Fery 55’ Hadžić 59’ McLemore 72’, 90’ | Marcatori | 21’ (rig.), 54’ Wagner |

| Arbitro: | Wittmann |

|                                      |           |                                                       |
| Nischalke 10’ Schleimer 65’ Uzun 88’ | Marcatori | 5’ Moll 49’ Zietsch 63’ (rig.) Hadžić 89’ Schwarzholz |

| Arbitro: | Söder |

|                                                    |           |                |
| Böhnlein 16’ Hadžić 35’, 66’ Moll 77’ McLemore 82’ | Marcatori | 40’ Lobenhofer |

| Arbitro: | Schwarzmann |

|           |           |                    |
| Golla 62’ | Marcatori | 47’ Kraus 49’ Moll |

| Arbitro: | Treiber |

|                       |           |                   |
| Hadžić 82’ Jabiri 84’ | Marcatori | 30’ (rig.) Weeger |

| Arbitro: | Stadlmayr |

|  |           |                           |
|  | Marcatori | 6’, 49’ Jabiri 11’ Aigner |

| Arbitro: | Grund |

|            |           |            |
| Jabiri 64’ | Marcatori | 48’ Jünger |

| Arbitro: | Ziegler |

|            |           |                                          |
| Pieper 37’ | Marcatori | 8’ McLemore 41’, 57’, 64’ Moll 84’ Sturm |

| Arbitro: | Götz |

|                        |           |                   |
| Hadžić 49’ Schmidt 88’ | Marcatori | 66’ (rig.) Hobsch |

### Coppa Baviera
| 26 luglio 2022, ore 18:30 CEST Primo turno | SC Reichmannsdorf | 0 – 7 | Schweinfurt 05 |  |

| 16 agosto 2022, ore 18:00 CEST Secondo turno | 1. FC Geesdorf | 0 – 5 | Schweinfurt 05 |  |

| 6 settembre 2022, ore 19:00 CEST Ottavi di finale | Vikt. Aschaffenburg | 1 – 2 | Schweinfurt 05 |  |

| 27 settembre 2022, ore 18:30 CEST Quarti di finale | ATSV Erlangen        | ? – ? | Schweinfurt 05 |  |
| \| \| \| \| \| \| Tiri di rigore 4 – 3 \| \|       |                      |       |                |  |
|                                                    |                      |       |                |  |
|                                                    | Tiri di rigore 4 – 3 |       |                |  |

## Statistiche

### Statistiche di squadra
| Competizione  | Punti | In casa | In casa | In casa | In casa | In casa | In casa | In trasferta | In trasferta | In trasferta | In trasferta | In trasferta | In trasferta | Totale | Totale | Totale | Totale | Totale | Totale | DR  |
| Competizione  | Punti | G       | V       | N       | P       | Gf      | Gs      | G            | V            | N            | P            | Gf           | Gs           | G      | V      | N      | P      | Gf     | Gs     | DR  |
| ------------- | ----- | ------- | ------- | ------- | ------- | ------- | ------- | ------------ | ------------ | ------------ | ------------ | ------------ | ------------ | ------ | ------ | ------ | ------ | ------ | ------ | --- |
| Regionalliga  | 59    | 19      | 10      | 4       | 5       | 34      | 24      | 19           | 7            | 4            | 8            | 43           | 40           | 38     | 17     | 8      | 13     | 77     | 64     | +13 |
| Coppa Baviera | -     | 0       | 0       | 0       | 0       | 0       | 0       | 4            | 3            | 1            | 0            | 14           | 1            | 4      | 3      | 1      | 0      | 14     | 1      | +13 |
| Totale        | 59    | 19      | 10      | 4       | 5       | 34      | 24      | 23           | 10           | 5            | 8            | 57           | 41           | 42     | 20     | 9      | 13     | 91     | 65     | +26 |

### Andamento in campionato
| Giornata  | 1 | 2 | 3 | 4 | 5  | 6  | 7 | 8 | 9 | 10 | 11 | 12 | 13 | 14 | 15 | 16 | 17 | 18 | 19 | 20 | 21 | 22 | 23 | 24 | 25 | 26 | 27 | 28 | 29 | 30 | 31 | 32 | 33 | 34 | 35 | 36 | 37 | 38 |
| --------- | - | - | - | - | -- | -- | - | - | - | -- | -- | -- | -- | -- | -- | -- | -- | -- | -- | -- | -- | -- | -- | -- | -- | -- | -- | -- | -- | -- | -- | -- | -- | -- | -- | -- | -- | -- |
| Luogo     | T | C | T | C | T  | C  | C | C | T | C  | T  | C  | T  | C  | T  | C  | T  | C  | T  | C  | T  | C  | T  | C  | T  | T  | T  | C  | T  | C  | T  | C  | T  | C  | T  | C  | T  | C  |
| Risultato | V | N | P | V | P  | N  | V | V | P | P  | N  | P  | V  | V  | N  | P  | V  | N  | P  | P  | N  | P  | P  | V  | P  | P  | N  | V  | P  | V  | V  | V  | V  | V  | V  | N  | V  | V  |
| Posizione | 2 | 5 | 9 | 7 | 10 | 10 | 6 | 4 | 6 | 11 | 11 | 13 | 11 | 7  | 8  | 8  | 8  | 6  | 9  | 10 | 10 | 11 | 12 | 10 | 13 | 14 | 15 | 13 | 15 | 15 | 12 | 11 | 9  | 6  | 6  | 7  | 6  | 6  |

Legenda:

Luogo: C = Casa; T = Trasferta. Risultato: V = Vittoria; N = Pareggio; P = Sconfitta.

### Statistiche dei giocatori
| L. Aigner        | 28 | 3  | 7  | 1 |
| Y. Amthor        | 0  | 0  | 0  | 0 |
| A. Bazdrigiannis | 17 | 0  | 2  | 0 |
| L. Billick       | 28 | 0  | 5  | 0 |
| J. Brückner      | 0  | 0  | 0  | 0 |
| L. Bäuerlein     | 2  | 0  | 0  | 0 |
| K. Böhnlein      | 35 | 3  | 12 | 0 |
| F. Cavadias      | 1  | 0  | 1  | 0 |
| D. Chernyavskyi  | 0  | 0  | 0  | 0 |
| M. Einsiedler    | 0  | 0  | 0  | 0 |
| J. Engel         | 36 | 0  | 6  | 0 |
| K. Fery          | 34 | 1  | 1  | 1 |
| B. Hadžić        | 23 | 10 | 4  | 0 |
| A. Jabiri        | 30 | 22 | 10 | 1 |
| T. Kraus         | 32 | 8  | 15 | 1 |
| J. Landeck       | 18 | 1  | 4  | 0 |
| N. Mack          | 0  | 0  | 0  | 0 |
| M. McLemore      | 21 | 5  | 4  | 0 |
| I. Mihaljević    | 28 | 0  | 4  | 0 |
| P. Moll          | 36 | 14 | 4  | 0 |
| N. Pfarr         | 24 | 1  | 3  | 0 |
| J. Rabold        | 26 | 0  | 7  | 0 |
| V. Scheithauer   | 2  | 0  | 0  | 0 |
| B. Schmidt       | 23 | 0  | 0  | 0 |
| D. Schmidt       | 17 | 1  | 2  | 0 |
| F. Schwarzholz   | 21 | 2  | 4  | 0 |
| G. Spanoudakis   | 19 | 0  | 4  | 0 |
| N. Stephan       | 15 | 0  | 0  | 0 |
| S. Sturm         | 13 | 1  | 1  | 0 |
| M. Volz          | 2  | 0  | 0  | 0 |
| L. Wöhner        | 0  | 0  | 0  | 0 |
| L. Zeller        | 29 | 3  | 7  | 2 |
| M. Zietsch       | 18 | 1  | 4  | 0 |